# 甘介侯
甘介侯（1897年—1984年11月10日），江蘇省寶山人。中华民国外交官。

## 生平
甘介侯畢業於公立北京清華大學。後赴美國留學，先入威斯康辛大學。1926年，繼入哈佛大學，獲哲學博士。1926年回國，於上海大廈大學任教。1927年，任武漢國民政府外交部秘書，後任秘書長，一度代理外交部長；同年11月，任湘鄂臨時政務委員會委員、江漢關監督兼特派湖北交涉員。1928年，任第一方面軍外交處處長。廣東國民政府成立後赴粵，任第四集團軍外交處處長。1932年1月，任南京國民政府外交部常務次長；同月辭職，後任外交部駐廣東、廣西特派員。1936年辭職後，任第五路軍總部顧問。1937年，任國防參議會參議員。1938年至1940年，連任第一、二屆國民參政會參政員。1946年，任北平行轅顧問。1949年，至香港，後派任駐聯合國代表。作为时任中华民国代总统李宗仁私人代表赴美，促成了李宗仁与美国总统杜鲁门的会面。后任中华民国驻联合国代表并定居美国，任教于罗格斯大学教授。1984年11月10日，在纽约病逝。

## 藝術形象
- 2009年，建國大業 林栋甫 饰